# Agromyza pagana
Agromyza pagana är en tvåvingeart som beskrevs av Spencer 1986. Agromyza pagana ingår i släktet Agromyza och familjen minerarflugor.
Artens utbredningsområde är Kansas. Inga underarter finns listade i Catalogue of Life.